# 4-Metoksiresveratrol
4-Metoksiresveratrol je stibenoid prisutan u kineskoj biljci Gnetum cleistostachyum.